# Флаг Спецстроя России
Флаг и эмблема Федерального агентства специального строительства (Спецстроя России), до 2004 года — Федеральной службы специального строительства Российской Федерации.
27 августа 1999 года на основе Федерального управления специального строительства при Госстрое России (образованного 4 февраля 1999 года) был образован новый федеральный орган исполнительной власти — Федеральная служба специального строительства при Правительстве Российской Федерации (Спецстрой России).
17 мая 2000 года вновь образованную федеральную службу переподчиняют непосредственно Президенту Российской Федерации, и с этого момента она становится Федеральной службой специального строительства Российской Федерации (Спецстроем России).
9 марта 2004 года Федеральная служба специального строительства Российской Федерации была преобразована в Федеральное агентство специального строительства (Спецстрой России).
29 декабря 2016 года Федеральное агентство специального строительства упраздняется, и прекращает свою самостоятельную деятельность до 1 июля 2017 года. Срок ликвидации Спецстроя России устанавливается до 1 октября 2017 года.
27 сентября 2017 года Федеральное агентство специального строительства (Спецстрой России) как юридическое лицо было ликвидировано.

## Флаг
27 октября 2000 года Указом Президента Российской Федерации, в целях реализации единой государственной политики в области геральдики, упорядочения официальных символов федеральных органов исполнительной власти, а также сохранения и развития исторических традиций, были учреждены флаг и эмблема Федеральной службы специального строительства Российской Федерации (Спецстроя России).
Данный Указ вступил в силу 17 ноября 2000 года.
16 августа 2004 года Указом Президента Российской Федерации, в связи с переименованием службы, были внесены соответствующие поправки в данный Указ:

Синее прямоугольное полотнище с Государственным флагом Российской Федерации в крыже. В правой половине полотнища — военный геральдический знак-эмблема Федерального агентства специального строительства.
Отношение ширины флага к его длине — один к полутора. Отношение площади крыжа к площади флага — один к четырём. Отношение высоты эмблемы к ширине флага — один к двум.

## Эмблема

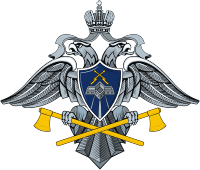
Военный геральдический знак-эмблема Спецстроя России.

Военный геральдический знак-эмблема Федерального агентства специального строительства представляет собой изображение серебряного, увенчанного короной двуглавого орла с распростёртыми крыльями, держащего в лапах два золотых перекрещённых топора.
На груди орла расположен щит с белой каймой, на синем поле которого изображён серебряный бастион с чёрной автомобильной дорогой, имеющей белые границы и разделительную полосу. Над бастионом помещены две перекрещённые золотые молнии остриём вверх.
Военный геральдический знак-эмблема Федерального агентства специального строительства может выполняться в чёрно-белом изображении.
Допускается использование в качестве самостоятельной эмблемы Федерального агентства специального строительства синего с белой каймой щита с серебряным бастионом, чёрной автомобильной дорогой, имеющей белые границы и разделительную полосу, и двумя перекрещёнными золотыми молниями остриём вверх.

В настоящий момент военный геральдический знак-эмблема Спецстроя России используется в качестве эмблемы Военно-строительного комплекса Вооружённых Сил Российской Федерации, вновь создаваемого на основе бывших органов управления и воинских формирований при Спецстрое России.